# المكنبل
الجيانيه السفلى  قرية سعودية تتبع محافظة صامطه الواقعة بمنطقة جازان جنوب غرب السعودية.